# Francesco Capella

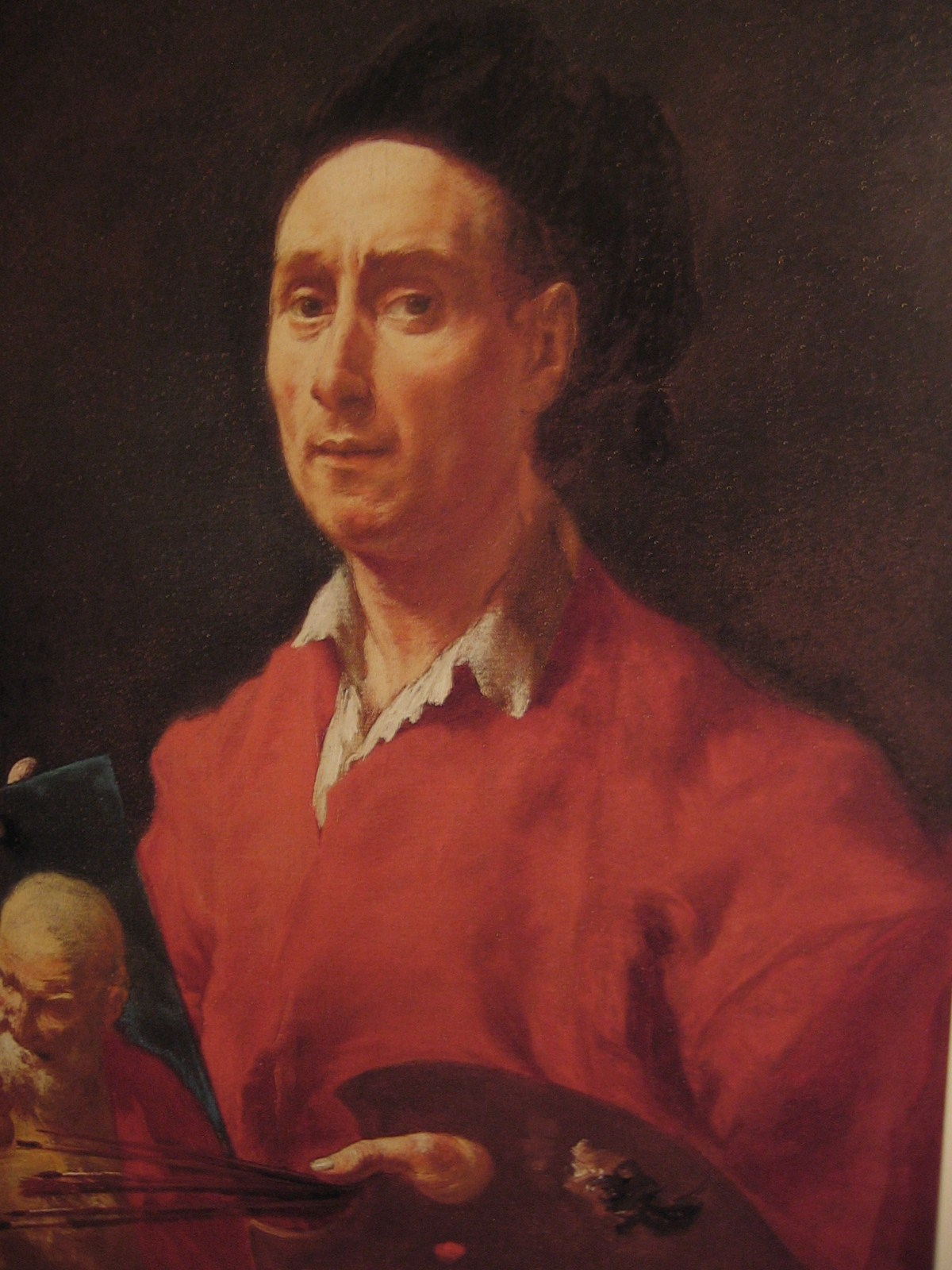
Autoritratto, 1756, Accademia Carrara

Francesco Capella o Cappella, conosciuto anche come Francesco Daggiù o Dagiù (Venezia, 5 luglio 1711 – Bergamo, 1784) è stato un pittore italiano.

## Biografia
Nato a Venezia all'inizio del XVIII secolo da Francesco e Luigia Varida, venne conosciuto fin dai primi anni con il soprannome di Daggiù, tanto che in alcune citazioni viene addirittura menzionato come Francesco Daggiù detto il Cappella.
Fin dai primi anni di vita dimostrò una grande propensione alla pittura, tanto che i genitori lo indirizzarono fin giovane età allo studio e alla pratica della stessa arte, facendogli frequentare la bottega di Giovanni Battista Piazzetta, attivo nel capoluogo lagunare.
Il maestro influenzò notevolmente lo stile del ragazzo, che portò a lungo nel suo bagaglio artistico le caratteristiche pittoriche del suo mentore.
I primi dipinti di Francesco Capella consistevano principalmente nel completamento di alcuni affreschi del Piazzetta stesso, dato che i due stili risultavano essere molto simili.
Negli anni compresi tra il 1744 ed 1747, si iscrisse alla Fraglia dei pittori veneziani, anche se antecedentemente al 1746 non sono documentati suoi dipinti.
Tuttavia la sua fama raggiunse un livello notevole dato che, nel 1747, cominciò a essere conosciuto anche nella lontana città di Bergamo. Qui infatti il conte Giacomo Carrara, fondatore dell'omonima Accademia, decise di incaricare il Capella di alcune commissioni dopo aver avuto sul suo conto ottime referenze:
Cominciò quindi una proficua collaborazione tra il pittore veneto e gli elementi più in vista dell'aristocrazia orobica tra cui, oltre al citato conte Carrara, anche la famiglia dei conti Albani, per la quale il Capella eseguì un gran numero di dipinti, affreschi e allegorie. Proprio in occasione dell'incarico di realizzare i diversi quadri a soffitto del Palazzo Albani di Bergamo, l'artista nel 1757 si trasferì definitivamente in questa città.
Raggiunse quindi un livello di eccellenza per ciò che concerne le commissioni pittoriche, tanto da essere considerato uno dei migliori esponenti della scuola artistica della capitale lagunare. Conseguentemente cominciò a lavorare in ambito religioso, dipingendo numerosi quadri, affreschi e pale per gli edifici sacri della provincia di Bergamo.

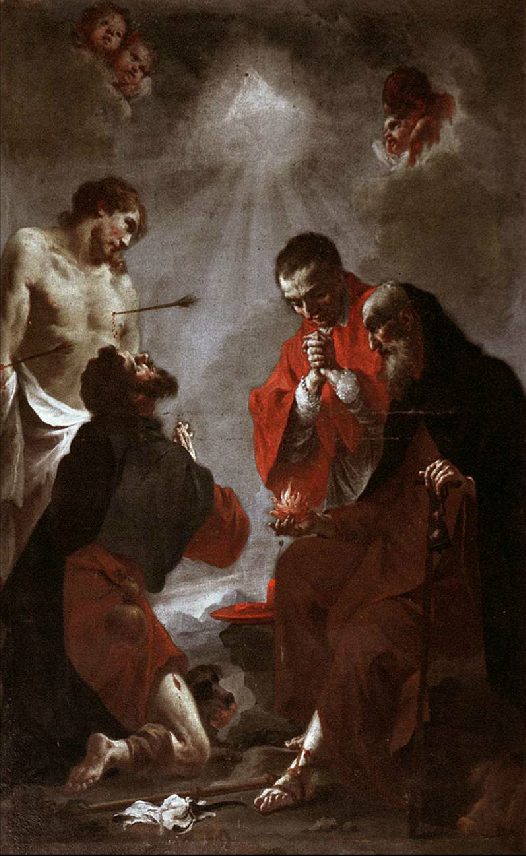
"Quattro Santi" Olio su tela, cm 240x130, Parrocchia di San Martino a Gorno

L'artista comunque non abbandonò la sua terra natia, dal momento che nel 1755 è documentata la sua presenza tra i membri del collegio dell'Accademia di Venezia (accertata anche nel 1760), a riprova della posizione di rilievo che aveva raggiunto.
Tuttavia i lavori di cui veniva incaricato erano quasi totalmente in terra bergamasca, tanto che nel 1757 decise di trasferirvisi definitivamente e di aprirvi una bottega, successivamente affiancata da una piccola scuola di pittura, frequentata anche da uno dei suoi figli.
L'elevata quantità di richieste, specialmente in ambito sacro, spinse Francesco Capella a farsi aiutare nell'esecuzione delle opere da alcuni dei suoi alunni.
La sua attività proseguì fino al termine degli anni settanta del secolo, dopodiché il Daggiù si ritirò a vita privata, fino alla morte che lo raggiunse nella sua casa di Bergamo all'età di 73 anni.

## Stile
Le sue prime opere si basavano quasi completamente sullo stile del maestro Giovanni Battista Piazzetta, ricalcandone i toni armoniosi e le scelte cromatiche luminose, con una spiccata predilezione verso colori quali l'azzurro, il rosa e il viola. Inoltre spiccava una grande raffinatezza nelle forme, accompagnate da grandi contrasti in chiaroscuro.
Una piccola svolta si ebbe verso il 1750 quando l'artista cominciò ad entrare in contatto con la diversa realtà di Bergamo, rimanendo influenzato dal nuovo contesto e ampliando quindi il suo bagaglio artistico, indirizzandosi verso soluzioni cromatiche molto più varie, nonché avvicinandosi a Giambattista Tiepolo, con cui collaborò nella decorazione della Cappella Colleoni di Bergamo.
Il suo contatto con la realtà artistica lagunare si andò sempre più affievolendo, tanto che durante alcuni suoi ritorni nella città natia venne messo di fronte ad una mutata tendenza artistica, incentrata su un classicismo a cui il Capella decise di rimanere estraneo, abbracciando definitivamente la scuola lombarda.
Ne risultò un'evoluzione che lo portò a curare notevolmente anche i paesaggi, fino ad allora utilizzati soltanto per fini decorativi.
Gli ultimi anni della sua carriera artistica furono contrassegnati da un recupero dello stile tardo-barocco, con una successiva involuzione dovuta a composizioni più volte ripetute, con un freddo accademismo e un largo utilizzo dei suoi alunni della bottega.

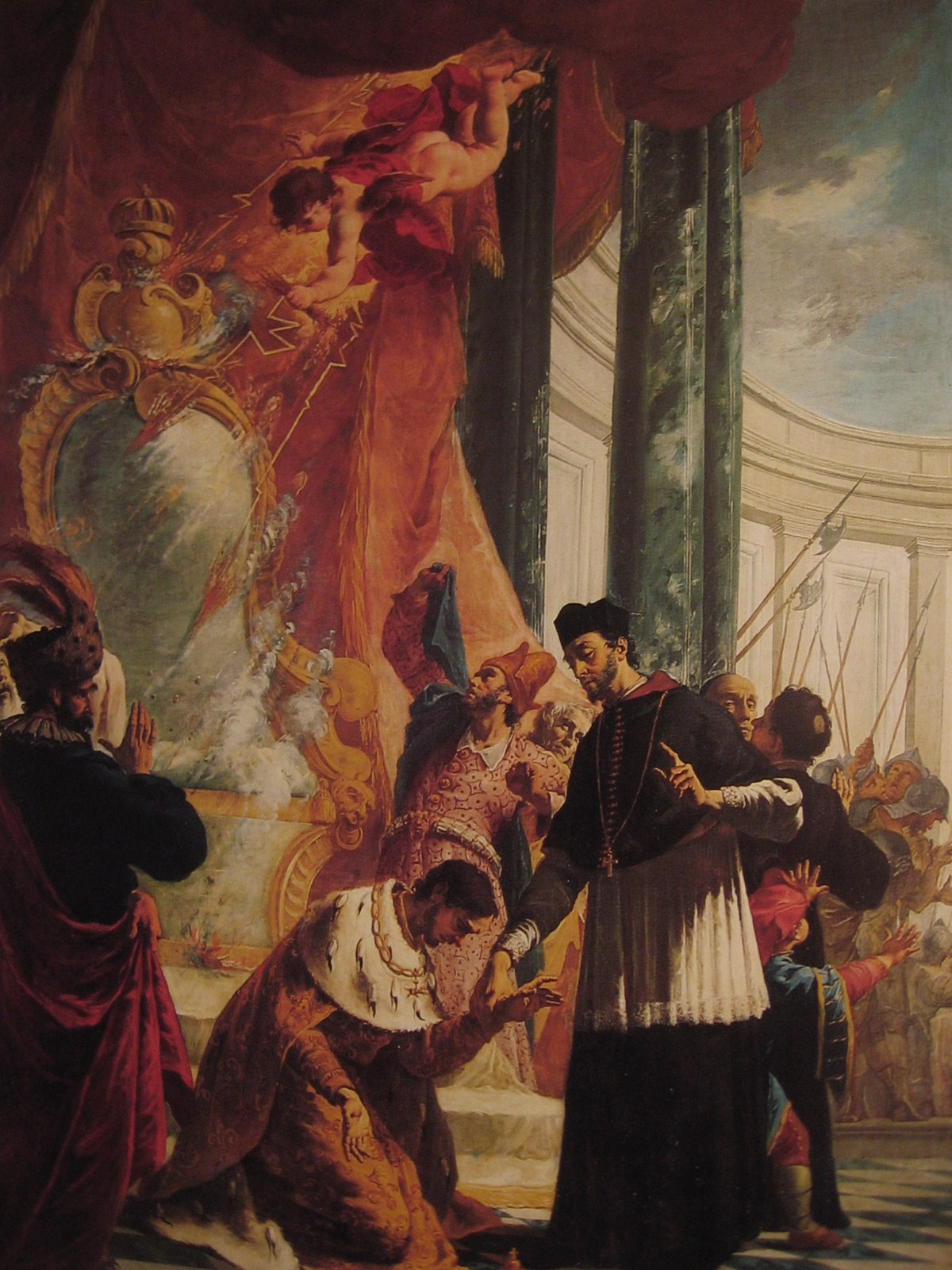
L'imperatore Valentianiano davanti a San Martino, Chiesa di San Martino, Sarnico, Bergamo

## Opere
La prima opera documentata risale al 1747:  
- Immacolata Concezione, chiesa di Sant'Andrea Cortona
- Santa Margherita, chiesa di Sant'Andrea Cortona,
- Beato Guido Vagnottelli e le anime del purgatorio, chiesa di Sant'Andrea a Cortona, (ora nella Villa Tommasi in località Metelliano)

nel 1750
- Miracolo di san Francesco di Paola per la chiesa di San Filippo Neri sempre di Cortona. Entrambe le opere dai colori bruni, e dai chiaroscuri ci presentano un Capella molto influenzato dal maestro.

Eseguirà successivamente:
- Martirio di sant'Eurosia conservato presso il museo civico di Udine, il dipinto viene considerato realizzato a quattro mani con il Piazzetta. L'immagine del carnefice sarà ripetuta dal Capella anni dopo, per la realizzazione del Martirio di sant'Antonio della chiesa di Locate Bergamasco[2].

Nel 1749 si verificarono le prime commissioni in terra bergamasca:
- Santi adoranti
- La Croce
- Santa Lucia e Sant' Apollonia eseguiti per la basilica di San Martino, ad Alzano Lombardo,
- Immacolata Concezione
- Transito di San Giuseppe, collocati rispettivamente nella chiesa di San Giuseppe e nel Museo Diocesano,

Del 1750 sono:
- Miracolo di San Francesco di Paola per la chiesa di San Filippo di Cortona (Arezzo)
- Madonna e San Giovanni Nepomuceno inviata a Longarone (Belluno).
- 'Autoritratto, eseguito nel 1756 e ora conservato presso l'Accademia Carrara di Bergamo,
- Maddalena nel deserto commissionata l'anno successivo dalla famiglia Albani
- soffitti del Palazzo Albani (ora Bonomi) a Bergamo 1757/1758 rappresentano forse il momento centrale dell'opera del Capella[3].

Nel 1758:
- Immacolata per la parrocchiale di Tagliuno
- numerosi affreschi (ora andati perduti) per la parrocchiale di Urgnano.

Del 1760:
- Lavanda dei piedi
- L'ultima Cena, nella parrocchiale di Bottanuco.

1766 circa 
- "Il Transito di San Giuseppe"
- "L'incontro tra San Carlo Borromeo e San Filippo Neri". Due tele a olio, cm 178 per 104, collocate a destra e a sinistra, in controfacciata, della Chiesa di San Vittore (Terno d'Isola) di Terno d'Isola.

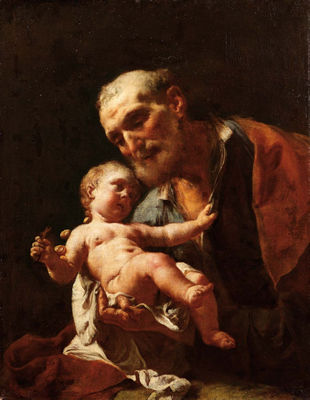
"San Giuseppe Col Bambino" Olio su tela, cm. 81x83, collezione privata

Negli anni '60 vi fu un incremento esponenziale delle opere del Capella nella bergamasca,
- le tele eseguite per la chiesa della Natività di Maria ad Oleno (Dalmine), 1761,
- San Giovanni Crisostomo della Basilica di Santa Maria Maggiore (Bergamo),
- Battesimo di Cristo e San Pietro e l'Angelo (Bonate Sopra),
- Madonna col Bambino che porge lo scapolare al beato Simone Stock, Onorio III e le anime purganti
- Crocifissione tra i Santi Valentino e Bonifacio (chiesa di Santa Maria Assunta,  Calcinate),
- Quattro santi (Parrocchia di San Martino a Gorno);
- Discesa dello Spirito Santo (Alzano Lombardo).
- Martirio dei Santi Gervasio e Protasio a Vercurago,
- Sant' Antonio di Padova col Bambino nella Casa del Clero a Bergamo,
- due tele per la chiesa di Santa Lucia, sempre nel capoluogo orobico.
- Martirio di santo Stefano (Carobbio degli Angeli) nel 1762
- Santo Stefano in atto di ricevere il Martirio (chiesa di San Bartolomeo, Bergamo),
- Cristo sulla via del Calvario (Chiuduno),
- Madonna del Rosario e i santi Domenico e Caterina (Chignolo d'Isola),
- Vergine in trono col Bambino e i santi Luigi Gonzaga e Stanislao Kostka (Bariano).
- Madonna e santi, ora conservata presso il Museo di Boston commissionata per la chiesa della Pietà a Venezia
- beato Gregorio Barbarigo  (Bergamo),
- San Giovanni Nepomuceno (chiesa di Sant'Anna, Bergamo),
- Disputa di Gesù nel tempio (Cologno al Serio);
- Sacra Famiglia (Lugano).
- Sant'Agostino
- Santa Monica (chiesa di Santo Spirito,
- Annunciazione (chiesa di Santa Caterina, Bergamo),
- San Pietro appare a San Leone (Parrocchiale di Cenate Sopra,
- ’Annunciazione e la Fuga in Egitto per il Santuario della Madonna della Gamba di (Desenzano al Serio)
- Abigail placa Davide, ancora nella basilica di San Martino ad Alzano Lombardo,

Dal 1770 la sua attività subì un rallentamento,
- Via Crucis
- Gesù scaccia i mercanti dal tempio nella chiesa Parrocchiale di Urgnano,
- L'imperatore Valentiniano davanti a san Martino nella Chiesa di San Martino a Sarnico,
- Presentazione al tempio della Vergine
- Transito della Vergine a Vilminore di Scalve,
- Misteri a Villongo San Filastro,
- Nascita e la Presentazione di Maria a Brembate di Sopra,
- Incontro di Cristo con la Madre nella Chiesa di Sant'Alessandro della Croce a Bergamo,
- Madonna del Rosario a Madone,
- ritratti della Vergine nelle Parrocchiali di Suisio e di Santa Lucia di Cornale (Pradalunga),
- ciclo di affreschi della cappella della Madonna del Rosario all'interno della Parrocchiale di Bottanuco.